# 堀親忠
堀 親忠（ほり ちかただ）は、信濃飯田藩の第8代藩主。信濃飯田藩堀家9代。
第7代藩主堀親長の長男。正室は津軽信寧の娘、継室も津軽信寧の娘。幼名・忠蔵。官位は従五位下、山城守、大和守、河内守。
宝暦12年（1762年）、堀親長の嫡男として生まれる。安永8年（1779年）、父の隠居により家督を相続するが、天明4年（1784年）に死去した。男子がなかったため、弟の親民が養子となって跡を継いだ。

## 系譜
父母
- 堀親長（父）

正室、継室
- 津軽信寧の娘（正室）
- 津軽信寧の娘（継室） - 正室の妹

養子
- 堀親民 - 親長の四男